# 希尼冰川
54°25′S 36°12′W / 54.417°S 36.200°W
希尼冰川是南極洲的冰川，位於南喬治亞島北岸，全長7公里，毗鄰庫克冰川，最終注入聖安德魯斯灣，由英國南極名稱諮詢委員會命名。